# Grand Prix automobile d'Australie
Le Grand Prix automobile d'Australie est une compétition automobile créée en 1928 comptant pour le championnat du monde de Formule 1 depuis 1985.
De 1985 jusqu'en 1995, la course se déroule sur le circuit urbain d'Adélaïde. Depuis 1996, le Grand Prix a lieu dans la banlieue de Melbourne, sur le circuit de l'Albert Park. Il s'agit d'un circuit semi-urbain, qui emprunte pour partie des voies de circulation quotidiennes, mais dont les aménagements le rapprochent plus des tracés routiers traditionnels que d'un véritable circuit urbain du style de celui de Monaco. Depuis qu'il se dispute à Melbourne, le Grand Prix d'Australie est resté la traditionnelle course d'ouverture de la saison, avant d'être annulé deux années consécutivement en 2020 et 2021 dans le contexte de la pandémie de Covid-19.

## Historique

### Premières éditions
La première édition du Grand Prix d'Australie s'est tenue le 26 mars 1928, sur le tracé du circuit de Phillip Island. Officiellement dénommée 100 Miles Road Race, l'épreuve n'a été considérée qu'a posteriori comme le premier GP d'Australie.
Organisé sous la forme classique d'une épreuve en peloton, le GP d'Australie devint en 1932 une course à « handicap » : les concurrents ne s'élançaient plus groupés, mais les uns après les autres, selon des écarts définis par l'organisateur en fonction du potentiel estimé des voitures et des pilotes. Il s'agissait de permettre aux concurrents les moins forts d'avoir une chance de battre les meilleurs. Le vainqueur du GP était donc celui qui franchissait en premier la ligne d'arrivée et non celui qui avait mis le moins de temps à parcourir la distance prévue. Durant certaines éditions, le handicap de temps n'était pas donné au départ, mais après la course, sous la forme d'une pénalité en temps, les concurrents s'élançant groupés.
À l'issue de l'édition 1935, les organisateurs décidèrent d'abandonner le tracé de Phillip Island (jugé trop dangereux compte tenu de l'évolution des performances des voitures), et le GP ne fut plus organisé jusqu'en 1938, et sa tenue sur le tracé du Mont-Panorama à Bathurst. Toutefois, une épreuve de prestige fut organisée en 1936 sur le circuit de Port Elliot près de Victor Harbor afin de célébrer le centenaire de la fondation de l'Australie du Sud, et que cette épreuve s'est vue curieusement attribuée a posteriori le titre de GP d'Australie 1937 (et non 1936).
Interrompue durant la Seconde Guerre mondiale, la tenue du GP d'Australie reprit en 1947. À partir de 1949, le principe de la course « handicap » fut abandonné, et le vainqueur à nouveau déterminé au scratch, après un départ groupé. Ce changement de règlement peut être interprété comme un véritable changement de philosophie de l'épreuve : jusque-là surtout destinée aux amateurs locaux et disputée selon un règlement qui nivelait les chances des concurrents, elle se transforme en véritable compétition sportive, qui ne s'offre qu'aux meilleurs. Même si le GP d'Australie n'est pas incorporé au nouveau championnat du monde de Formule 1 créé en 1950 (l'épreuve se déroule d'ailleurs selon le règlement de la Formule Libre et non celui de la F1), cette nouvelle orientation de l'épreuve contribua à attirer progressivement au cours de la décennie quelques célèbres pilotes étrangers (Stirling Moss, Jean Behra), ainsi qu'à faire ponctuellement revenir les prestigieux exilés qu'étaient Jack Brabham et le Néo-Zélandais Bruce McLaren.

### La Formule Tasmane 2,5 litres
L'internationalisation de l'épreuve s'accéléra en 1964, lorsqu'elle fut incorporée à la Formule Tasmane, un championnat hivernal disputé en Océanie. Mettant aux prises des monoplaces de 2 500 cm3 (donc plus performantes que les Formule 1 de la période 1961-1965) et dotée de belles primes d'arrivée, ce championnat attira jusqu'en 1969 la crème du sport automobile mondial, qu'il s'agisse des pilotes ou des écuries.

### La Formule 5000
À l'issue de la saison 1969, compte tenu de l'intérêt décroissant des meilleurs pilotes mondiaux à venir en Océanie, les organisateurs de Formule Tasmane décidèrent d'abandonner le règlement limitant la cylindrée maximale à 2 500 cm3, pour s'aligner sur le règlement de la Formule 5000, susceptible de garantir des grilles de départ mieux garnies. Durant cette période, qui dura jusqu'en 1979 (sachant que la Formule Tasmane, elle, s'arrêta dès 1976), le GP d'Australie redevint une épreuve dont le rayonnement ne dépassait guère l'Océanie.

### La tentation de la F1
En 1980, l'épreuve se dispute toujours selon le règlement de la Formule 5000, mais afin d'accroitre sa notoriété, les organisateurs décidèrent d'accepter les voitures de Formule 1. Seuls trois pilotes du championnat du monde répondirent à l'invitation pour disputer la course, prévue en fin d'année: l'Australien Alan Jones (tout nouveau champion du monde), l'Italien Bruno Giacomelli, et le Français Didier Pironi. Si Pironi, à la suite d'un désaccord avec Ligier (il était sur le point de rejoindre la Scuderia Ferrari) fut finalement contraint de s'aligner au volant d'une F5000 locale, Jones et Giacommeli prirent eux le départ sur leurs F1 habituelles, respectivement une Williams-Ford et une Alfa Romeo. Malgré une cylindrée désavantageuse (seulement 3 000 cm3 pour les F1 contre 5 000 cm3 pour les F5000), les deux F1, aux châssis plus modernes et sophistiquées, dominèrent outrageusement l'épreuve et Jones s'imposa facilement.
Après cet intermède, les organisateurs du GP d'Australie revinrent à une formule plus classique, en réservant leur épreuve aux voitures de Formule Atlantic (aussi appelées Formule Pacific ou Formula Mondial), une discipline réglementairement proche de la Formule 2. Mais la volonté de faire du GP d'Australie une épreuve de prestige subsistait, et de 1981 à 1984 ils parvinrent à inviter plusieurs stars de la Formule 1, parmi lesquelles Nelson Piquet et Alain Prost.

### Championnat du monde de F1

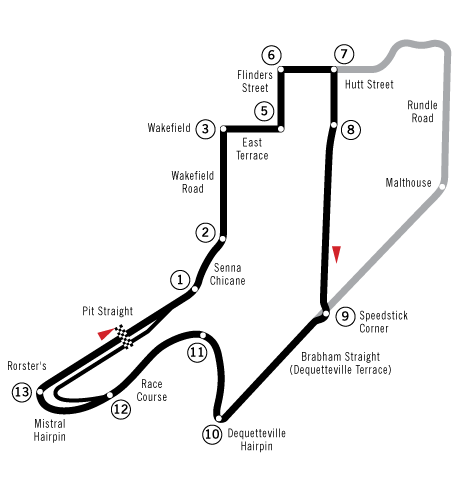
Circuit urbain d'Adélaïde

En 1985, le projet longtemps mûri de faire accéder le GP d'Australie au calendrier du championnat du monde de Formule 1 aboutit enfin. Disputé sur le sélectif circuit urbain d'Adélaide, le GP d'Australie obtiendra le privilège très convoité de clore le championnat du monde, avec donc la perspective d'accueillir des courses décisives pour l'attribution du titre mondial, mais les circonstances feront que cette perspective ne se réalisera qu'à deux reprises (en 1986 et 1994). Le faible enjeu de la plupart des GP d'Australie à Adélaide, et le côté « vacances anticipées », aura néanmoins permis au public d'assister à des courses souvent atypiques et mouvementées.
En 1996, après que le gouvernement de Jeff Kennett eut dépensé une somme non révélée (mais supposée relativement élevée), la course fut déplacée sur un circuit semi-urbain reconstruit à Albert Park à Melbourne. La décision de faire se dérouler la course à cet endroit était controversée. Une série de protestations fut organisée par le groupe « Sauver Albert Park », qui proclamait que le parc avait été transformé en cour de jeux privée pour une grande partie de l'année, au détriment de sa fonction de parc public. De plus, cette association arguait que, s'il devait être dépensé dans les courses automobiles, l'argent serait mieux dépensé en réalisant un circuit permanent à un autre endroit. Ils ont également essayé de montrer que les avantages économiques tirés de la course étaient faux et exagérés. Les organisateurs de la course ainsi que le gouvernement déclarèrent que les bénéfices économiques de la course étaient supérieurs aux coûts, et les infrastructures publiques du parc considérablement améliorées par les travaux effectués grâce à la course.
Le changement de lieu fut également l'occasion pour l'épreuve de troquer son statut de dernière manche du championnat pour celui de première manche (exception faite de l'édition 2006, déplacée de mars à avril en raison de la tenue à Melbourne des Jeux du Commonwealth).
Après avoir été un temps menacée, l'organisation du Grand Prix d'Australie à Melbourne a été confirmée jusqu'en 2015. Afin de satisfaire les audiences européennes, Bernie Ecclestone exigeait que la course soit organisée en nocturne, sur le modèle du Grand Prix de Singapour. Le refus des autorités locales de se soumettre à une telle exigence jetait une ombre sur l'avenir de l'épreuve, mais un compromis a pu être trouvé et depuis 2009 le départ de la course se tient à 17 heures.

## Faits marquants
- GP d'Australie 1985 : Ultime manche du Championnat du monde de Formule 1 1985. Le premier GP d'Australie de Formule 1 est le théâtre d'un affrontement particulièrement rude pour la victoire entre le Brésilien Ayrton Senna (Lotus-Renault) et le Finlandais Keke Rosberg (Williams-Honda). Après avoir envoyé le coéquipier de Rosberg, Nigel Mansell, dans le décor en début de course, Senna sera lui-même victime de la défense très agressive de Rosberg, finalement vainqueur. Cela a été aussi la dernière course de Niki Lauda.
- GP d'Australie 1986 : Il s'agit probablement du plus fameux des GP d'Australie, et même de l'une des courses les plus marquantes de l'histoire de la Formule 1. Fait rare, trois pilotes (dans l'ordre : Nigel Mansell, Nelson Piquet et Alain Prost) abordaient cette ultime manche du championnat avec l'espoir de décrocher le titre mondial. Solidement installé en deuxième position, puis éphémère leader de l'épreuve après la crevaison et l'abandon de Keke Rosberg (McLaren-TAG), Mansell (Williams-Honda) semblait rouler vers son premier titre mondial jusqu'à ce qu'il soit victime lui aussi d'un éclatement de son pneu arrière-gauche à haute vitesse. Parvenant à contrôler sa monoplace qui racle le sol dans un déluge d'étincelles, le Britannique est néanmoins contraint à l'abandon. Lui succédant en tête, son coéquipier Nelson Piquet se retrouve alors à son tour en position de champion du monde, mais craignant une malfaçon en série des gommes apportées par Goodyear, son équipe lui demande d'observer un changement de pneus par précaution. C'est alors le troisième larron, Alain Prost (McLaren-TAG), qui s'empare du commandement de la course. Victime en début de course d'une crevaison, il avait livré une spectaculaire remontée pour refaire son retard. Malgré un ultime effort de Piquet (chaussé de pneus neufs), et malgré une jauge d'essence indiquant qu'il frôle la panne sèche, Prost parvient à remporter la course, et son deuxième titre mondial.
- GP d'Australie 1989 : Disputée sous des trombes d'eau, l'épreuve donne lieu à un véritable jeu de massacre. Peu avant le départ, certains pilotes avaient pourtant tenté de faire repousser le départ, mais sous la pression des organisateurs et des directeurs d'écurie, la fronde fut rapidement étouffée. La victoire revint finalement au Belge Thierry Boutsen, sur Williams-Renault.
- GP d'Australie 1990 : Une semaine seulement après le calamiteux GP du Japon (marqué par un nouvel accrochage Prost-Senna), le GP d'Australie, 500e Grand Prix de l'histoire du championnat du monde de Formule 1, donne lieu à une course spectaculaire remportée par le Brésilien Nelson Piquet (Benetton-Ford), auteur d'une belle remontée.
- GP d'Australie 1991 : Deux ans après l'édition 1989, le déluge est à nouveau au rendez-vous, et comme en 1989, les pilotes sont incapables de s'unir pour obtenir le report ou l'annulation de l'épreuve. Mais la sagesse finit par prévaloir lorsqu'au 14e tour, la direction de course décide de mettre un terme prématuré à l'épreuve. Le GP d'Australie 1991 (remporté par Ayrton Senna, sur McLaren-Honda) est resté jusqu'en 2021 le GP de F1 le plus court de l'histoire (52,9 km).
- GP d'Australie 1993 : Le Grand Prix de la fin d'une époque : facile vainqueur, Ayrton Senna (McLaren-Ford) retrouve sur le podium son éternel rival Alain Prost (Williams-Renault), qui vient de disputer sa toute dernière course. Alors que les deux hommes s'étaient déjà retrouvés ensemble sur le podium du GP précédent au Japon mais sans s'échanger le moindre regard, le podium du GP d'Australie est au contraire celui de la réconciliation définitive entre les deux grands ennemis des années passées, qui s'étreignent chaleureusement, avant d'échanger des plaisanteries lors de la conférence de presse. Personne n'imagine alors que c'est également le dernier podium d'Ayrton Senna, qui se tuera quelques mois plus tard.
- GP d'Australie 1994 : Huit années après l'historique édition de 1986, Adelaide retrouve l'excitation d'accueillir une épreuve décisive pour l'attribution du titre mondial. Poleman surprise, le vétéran Nigel Mansell (Williams-Renault) se fait déborder dès le départ par les deux prétendants au titre mondial : Michael Schumacher (Benetton-Ford) et Damon Hill (Williams-Renault). Alors que les deux hommes avaient bouclé la première partie de l'épreuve roues dans roues, Schumacher semble parvenir à se détacher mais part à la faute et heurte le mur. Fortement ralenti, il voit immédiatement revenir sur lui Damon Hill, et lui ferme brusquement la porte lorsque ce dernier entreprend de le dépasser dans le virage suivant. L'accrochage est inévitable, et l'abandon des deux hommes permet à Schumacher de remporter son premier titre mondial.
- GP d'Australie 1995 : L'épreuve, qui se tient pour la dernière fois à Adelaide, donne lieu à un scénario mouvementé et à de multiples abandons, dont le plus cocasse et probablement celui de David Coulthard (Williams-Renault), parti à la faute dans la voie de décélération des stands et qui a heurté un mur. Dernier favori rescapé, Damon Hill (Williams-Renault) s'impose avec deux tours d'avance, ce qui constitue le plus grand écart jamais enregistré entre un vainqueur et son dauphin, sur Olivier Panis (Ligier-Mugen Honda) qui a bouclé les derniers tours avec un moteur fumant. Les essais sont également marqués par le violent accident de Mika Häkkinen (McLaren-Mercedes), qui tape un mur après une crevaison à haute vitesse. Le Finlandais doit subir une trachéotomie à peine extrait de sa voiture pour avoir la vie sauve.
- GP d'Australie 1996 : Le GP d'Australie abandonne Adelaide, et rejoint Melbourne. Placé en position d'ouverture du championnat du monde, l'épreuve est marquée par la révélation de Jacques Villeneuve (Williams-Renault), parti en pole position du tout premier GP de sa carrière. Dominateur durant la course, il paye cher une légère excursion hors-piste et pour ménager son moteur qui perd de l'huile, doit céder la victoire à son coéquipier Damon Hill.
- GP d'Australie 1997 : Après les ennuis rencontrés par les principaux favoris, la victoire revient de manière surprise à l'outsider David Coulthard (McLaren-Mercedes). Il offre à McLaren sa première victoire depuis le GP d'Australie 1993, et à Mercedes son premier succès depuis 1955. Il inaugure également de la meilleure façon la nouvelle décoration grise et noire de son écurie, censée perpétuer le mythe des « Flèches d'Argent ».
- GP d'Australie 1998 : Contrairement à l'année précédente, les McLaren-Mercedes abordent l'épreuve en position de favorites. Leur impressionnante démonstration est pourtant contrariée par une erreur de communication qui coûte le commandement à Mika Häkkinen (poleman et en tête depuis le début de la course). Ce dernier, interprétant mal une communication radio, effectue en effet un crochet inutile par les stands. Mais en fin de course, sur ordre de son équipe, David Coulthard redonne la première place à son coéquipier. Les McLaren signent le doublé avec un tour d'avance sur le reste du plateau, annonçant leur domination sur l'ensemble de la saison et le titre mondial remporté par Häkkinen.
- GP d'Australie 1999 : Les moteurs Ford des deux Stewart Grand Prix cassent avant le départ ; Rubens Barrichello part des stands, sur le mulet, et finit quatrième. Michael Schumacher (Ferrari) s'élance aussi de la voie des stands après avoir calé au deuxième départ, connaît de nombreux soucis techniques et finit dernier quand son coéquipier Eddie Irvine remporte sa première victoire. Pedro de la Rosa (Arrows) marque un point pour son premier Grand Prix. La course est émaillée de quatorze abandons ; seules huit voitures franchissent la ligne d'arrivée.
- GP d'Australie 2001 : L'épreuve, remportée par Michael Schumacher (Ferrari), a été frappée d’une tragédie lors d’un accrochage entre Ralf Schumacher (Williams-BMW) et Jacques Villeneuve (BAR-Honda), lorsqu'un pneu a été projeté en l'air et est entré dans un espace entre deux barrières, tuant ainsi un commissaire de piste volontaire.
- GP d'Australie 2002 : L'épreuve est à nouveau dominée par Michael Schumacher (Ferrari). Mais le public n'a d'yeux que pour le débutant local Mark Webber qui, profitant du double carambolage qui a décimé le peloton au départ, a hissé sa modeste Minardi en cinquième position, une place qu'il parviendra à sauver malgré le retour en fin de course de Mika Salo sur une Toyota bien plus performante. Rompant avec le très rigide protocole de la FIA, Mark Webber et son patron Paul Stoddart (également australien) auront les honneurs du podium et du champagne devant un public conquis, seulement quelques minutes après le « vrai » podium.
- GP d'Australie 2005 : Le Grand Prix se joue dès les qualifications, où bénéficiant d'une meilleure position de passage, Giancarlo Fisichella (Renault) effectue la pole position sur une piste relativement sèche, tandis que ses principaux adversaires doivent eux composer avec la pluie et se retrouvent relégués dans la deuxième moitié de la grille. La course est ensuite une simple formalité pour le Romain, qui décroche la deuxième victoire de sa carrière.
- GP d'Australie 2006 : Disputée sur une piste très froide et à l'adhérence précaire, l'épreuve donne lieu à une course particulièrement animée, avec de multiples interventions de la voiture de sécurité. Le champion du monde en titre Fernando Alonso (Renault) se montre intraitable.
- GP d'Australie 2009 : Après avoir réalisé la pole position et monopolisé la première ligne, les Brawn (ex-Honda) réalisent le doublé dès leur premier Grand Prix grâce à Jenson Button et Rubens Barrichello. L'épreuve est aussi marquée par l'accrochage en fin de course entre Sebastian Vettel et Robert Kubica, en bagarre pour la seconde place.
- GP d'Australie 2014 : premier Grand Prix de l'ère des moteurs turbo-hybrides de la Formule 1. Nico Rosberg s'impose après avoir mené la course de bout en bout, annonçant la domination de son écurie Mercedes Grand Prix sur la saison 2014. Le public est en liesse pour acclamer Daniel Ricciardo, deuxième à l'arrivée et premier Australien à monter sur le podium du Grand Prix d'Australie depuis que l'épreuve figure au calendrier du championnat du monde de Formule 1. Mais Ricciardo est disqualifié par la FIA, quelques heures après la course. Les débutants Kevin Magnussen et Daniil Kvyat réussissent leurs débuts en Formule 1: Magnussen termine sur le podium dès sa première course, tandis que Kvyat devient le plus jeune pilote à marquer des points.
- GP d'Australie 2016 : La course est interrompue au 17e tour après l'accrochage entre Fernando Alonso et Esteban Gutiérrez à l'endroit où, quinze ans auparavant, Ralf Schumacher et Jacques Villeneuve s'accrochaient violemment provoquant la mort d'un commissaire de piste. Après avoir percuté Gutiérrez par l'arrière, la monoplace d'Alonso est projetée contre le mur puis part en tonneaux et achève sa course complètement détruite. L'Espagnol s'en sort avec une côte cassée mais déclare forfait pour la course suivante à Bahreïn.
- GP d'Australie 2020 : Le vendredi 13 mars, à deux heures des premiers essais libres de la manche d'ouverture à Melbourne, la FIA annonce que le Grand Prix d'Australie est annulé en raison de la pandémie de maladie à coronavirus[2]. Dans le même contexte sanitaire, l’édition 2021, d'abord reportée en fin de saison, est elle aussi annulée.
- GP d'Australie 2023 : en raison d'accidents, le Grand Prix est arrêté sur drapeau rouge à trois reprises. Après la deuxième neutralisation, alors qu'il ne reste que deux tours à disputer, la course repart avec un départ arrêté et peu après, des accrochages surviennent entre les deux pilotes Alpine Pierre Gasly et Esteban Ocon et entre Fernando Alonso et Carlos Sainz Jr., sanctionné d'une pénalité qui le prive des points. Après la troisième neutralisation, la course est relancée pour un seul tour, derrière la voiture de sécurité.

## Record de la piste
- Lando Norris : 1 min 15 s 096 (2025, McLaren-Mercedes)

## Palmarès

### Par année
- Événements qui ne faisaient pas partie du championnat du monde de Formule 1

| Année   | Vainqueur                                 | Constructeur                              | Circuit                                   | Catégorie                                 | Résultats                                 |
| ------- | ----------------------------------------- | ----------------------------------------- | ----------------------------------------- | ----------------------------------------- | ----------------------------------------- |
| 1928    | Arthus Waite                              | Austin                                    | Phillip Island                            | Formule Libre                             | Résultats                                 |
| 1929    | Arthur Terdich                            | Bugatti                                   | Phillip Island                            | Formule Libre                             | Résultats                                 |
| 1930    | Bill Thompson                             | Bugatti                                   | Phillip Island                            | Formule Libre                             | Résultats                                 |
| 1931    | Carl Junker                               | Bugatti                                   | Phillip Island                            | Formule Libre                             | Résultats                                 |
| 1932    | Bill Thompson                             | Bugatti                                   | Phillip Island                            | Formule Libre                             | Résultats                                 |
| 1933    | Bill Thompson                             | Riley Brooklands                          | Phillip Island                            | Formule Libre                             | Résultats                                 |
| 1934    | Bob Lea-Wright                            | Singer                                    | Phillip Island                            | Formule Libre                             | Résultats                                 |
| 1935    | Les Murphy                                | MG                                        | Phillip Island                            | Formule Libre                             | Résultats                                 |
| 1936    | Non couru                                 | Non couru                                 | Non couru                                 | Non couru                                 | Non couru                                 |
| 1937    | Les Murphy                                | MG                                        | Victor Harbor                             | Formule Libre                             | Résultats                                 |
| 1938    | Peter Whitehead                           | ERA                                       | Bathurst                                  | Formule Libre                             | Résultats                                 |
| 1939    | Alan Tomlinson                            | MG                                        | Lobethal                                  | Formule Libre                             | Résultats                                 |
| 1940-46 | Non couru                                 | Non couru                                 | Non couru                                 | Non couru                                 | Non couru                                 |
| 1947    | Bill Murray                               | MG                                        | Bathurst                                  | Formule Libre                             | Résultats                                 |
| 1948    | Frank Pratt                               | BMW                                       | Point Cook                                | Formule Libre                             | Résultats                                 |
| 1949    | John Crouch                               | Delahaye                                  | Leyburn                                   | Formule Libre                             | Résultats                                 |
| 1950    | Doug Whiteford                            | Ford                                      | Nurioopta                                 | Formule Libre                             | Résultats                                 |
| 1951    | Warwick Pratley                           | George Reed-Ford                          | Narrogin                                  | Formule Libre                             | Résultats                                 |
| 1952    | Doug Whiteford                            | Talbot                                    | Bathurst                                  | Formule Libre                             | Résultats                                 |
| 1953    | Doug Whiteford                            | Talbot                                    | Albert Park                               | Formule Libre                             | Résultats                                 |
| 1954    | Lex Davison                               | HWM-Jaguar                                | Southport                                 | Formule Libre                             | Résultats                                 |
| 1955    | Jack Brabham                              | Cooper                                    | Port Wakefield                            | Formule Libre                             | Résultats                                 |
| 1956    | Stirling Moss                             | Maserati                                  | Albert Park                               | Formule Libre                             | Résultats                                 |
| 1957    | Lex Davison Bill Patterson (en)           | Ferrari                                   | Caversham                                 | Formule Libre                             | Résultats                                 |
| 1958    | Lex Davison                               | Ferrari                                   | Bathurst                                  | Formule Libre                             | Résultats                                 |
| 1959    | Stan Jones                                | Maserati                                  | Longford                                  | Formule Libre                             | Résultats                                 |
| 1960    | Alec Mildren                              | Cooper-Maserati                           | Lowood                                    | Formule Libre                             | Résultats                                 |
| 1961    | Lex Davison                               | Cooper-Climax                             | Mallala                                   | Formule Libre                             | Résultats                                 |
| 1962    | Bruce McLaren                             | Cooper-Climax                             | Caversham                                 | Formule Libre                             | Résultats                                 |
| 1963    | Jack Brabham                              | Brabham-Climax                            | Warwick Farm                              | Formule Libre                             | Résultats                                 |
| 1964    | Jack Brabham                              | Brabham-Climax                            | Sandown Park                              | Formule Tasmane                           | Résultats                                 |
| 1965    | Bruce McLaren                             | Cooper-Climax                             | Longford                                  | Formule Tasmane                           | Résultats                                 |
| 1966    | Graham Hill                               | BRM                                       | Lakeside                                  | Formule Tasmane                           | Résultats                                 |
| 1967    | Jackie Stewart                            | BRM                                       | Warwick Farm                              | Formule Tasmane                           | Résultats                                 |
| 1968    | Jim Clark                                 | Lotus-Cosworth                            | Sandown Park                              | Formule Tasmane                           | Résultats                                 |
| 1969    | Chris Amon                                | Ferrari                                   | Lakeside                                  | Formule Tasmane                           | Résultats                                 |
| 1970    | Frank Matich                              | McLaren-Repco                             | Warwick Farm                              | Formule Tasmane (F5000)                   | Résultats                                 |
| 1971    | Frank Matich                              | McLaren-Repco                             | Warwick Farm                              | Formule Tasmane (F5000)                   | Résultats                                 |
| 1972    | Graham McRae                              | Leda-Chevrolet                            | Sandown Park                              | Formule Tasmane (F5000)                   | Résultats                                 |
| 1973    | Graham McRae                              | McRae-Chevrolet                           | Sandown Park                              | Formule Tasmane (F5000)                   | Résultats                                 |
| 1974    | Max Stewart                               | Lola-Chevrolet                            | Oran Park                                 | Formule Tasmane (F5000)                   | Résultats                                 |
| 1975    | Max Stewart                               | Lola-Chevrolet                            | Surfers Paradise                          | Formule Tasmane (F5000)                   | Résultats                                 |
| 1976    | John Goss                                 | Matich-Repco                              | Sandown Park                              | Formule 5000                              | Résultats                                 |
| 1977    | Warwick Brown                             | Lola-Chevrolet                            | Oran Park                                 | Formule 5000                              | Résultats                                 |
| 1978    | Graham McRae                              | McRae-Chevrolet                           | Sandown Park                              | Formule 5000                              | Résultats                                 |
| 1979    | Johnnie Walker                            | Lola-Chevrolet                            | Wanneroo                                  | Formule 5000                              | Résultats                                 |
| 1980    | Alan Jones                                | Williams-Cosworth                         | Calder (en)                               | Formule 5000                              | Résultats                                 |
| 1981    | Roberto Moreno                            | Ralt-Cosworth                             | Calder (en)                               | Formule Atlantique                        | Résultats                                 |
| 1982    | Alain Prost                               | Ralt-Cosworth                             | Calder (en)                               | Formule Atlantique                        | Résultats                                 |
| 1983    | Roberto Moreno                            | Ralt-Cosworth                             | Calder (en)                               | Formule Atlantique                        | Résultats                                 |
| 1984    | Roberto Moreno                            | Ralt-Cosworth                             | Calder (en)                               | Formule Atlantique                        | Résultats                                 |
| 1985    | Keke Rosberg                              | Williams-Honda                            | Adélaïde                                  | Formule 1                                 | Résultats                                 |
| 1986    | Alain Prost                               | McLaren-TAG                               | Adélaïde                                  | Formule 1                                 | Résultats                                 |
| 1987    | Gerhard Berger                            | Ferrari                                   | Adélaïde                                  | Formule 1                                 | Résultats                                 |
| 1988    | Alain Prost                               | McLaren-Honda                             | Adélaïde                                  | Formule 1                                 | Résultats                                 |
| 1989    | Thierry Boutsen                           | Williams-Renault                          | Adélaïde                                  | Formule 1                                 | Résultats                                 |
| 1990    | Nelson Piquet                             | Benetton-Ford                             | Adélaïde                                  | Formule 1                                 | Résultats                                 |
| 1991    | Ayrton Senna                              | McLaren-Honda                             | Adélaïde                                  | Formule 1                                 | Résultats                                 |
| 1992    | Gerhard Berger                            | McLaren-Honda                             | Adélaïde                                  | Formule 1                                 | Résultats                                 |
| 1993    | Ayrton Senna                              | McLaren-Ford                              | Adélaïde                                  | Formule 1                                 | Résultats                                 |
| 1994    | Nigel Mansell                             | Williams-Renault                          | Adélaïde                                  | Formule 1                                 | Résultats                                 |
| 1995    | Damon Hill                                | Williams-Renault                          | Adélaïde                                  | Formule 1                                 | Résultats                                 |
| 1996    | Damon Hill                                | Williams-Renault                          | Albert Park                               | Formule 1                                 | Résultats                                 |
| 1997    | David Coulthard                           | McLaren-Mercedes                          | Albert Park                               | Formule 1                                 | Résultats                                 |
| 1998    | Mika Häkkinen                             | McLaren-Mercedes                          | Albert Park                               | Formule 1                                 | Résultats                                 |
| 1999    | Eddie Irvine                              | Ferrari                                   | Albert Park                               | Formule 1                                 | Résultats                                 |
| 2000    | Michael Schumacher                        | Ferrari                                   | Albert Park                               | Formule 1                                 | Résultats                                 |
| 2001    | Michael Schumacher                        | Ferrari                                   | Albert Park                               | Formule 1                                 | Résultats                                 |
| 2002    | Michael Schumacher                        | Ferrari                                   | Albert Park                               | Formule 1                                 | Résultats                                 |
| 2003    | David Coulthard                           | McLaren-Mercedes                          | Albert Park                               | Formule 1                                 | Résultats                                 |
| 2004    | Michael Schumacher                        | Ferrari                                   | Albert Park                               | Formule 1                                 | Résultats                                 |
| 2005    | Giancarlo Fisichella                      | Renault                                   | Albert Park                               | Formule 1                                 | Résultats                                 |
| 2006    | Fernando Alonso                           | Renault                                   | Albert Park                               | Formule 1                                 | Résultats                                 |
| 2007    | Kimi Räikkönen                            | Ferrari                                   | Albert Park                               | Formule 1                                 | Résultats                                 |
| 2008    | Lewis Hamilton                            | McLaren-Mercedes                          | Albert Park                               | Formule 1                                 | Résultats                                 |
| 2009    | Jenson Button                             | Brawn-Mercedes                            | Albert Park                               | Formule 1                                 | Résultats                                 |
| 2010    | Jenson Button                             | McLaren-Mercedes                          | Albert Park                               | Formule 1                                 | Résultats                                 |
| 2011    | Sebastian Vettel                          | Red Bull-Renault                          | Albert Park                               | Formule 1                                 | Résultats                                 |
| 2012    | Jenson Button                             | McLaren-Mercedes                          | Albert Park                               | Formule 1                                 | Résultats                                 |
| 2013    | Kimi Räikkönen                            | Lotus-Renault                             | Albert Park                               | Formule 1                                 | Résultats                                 |
| 2014    | Nico Rosberg                              | Mercedes                                  | Albert Park                               | Formule 1                                 | Résultats                                 |
| 2015    | Lewis Hamilton                            | Mercedes                                  | Albert Park                               | Formule 1                                 | Résultats                                 |
| 2016    | Nico Rosberg                              | Mercedes                                  | Albert Park                               | Formule 1                                 | Résultats                                 |
| 2017    | Sebastian Vettel                          | Ferrari                                   | Albert Park                               | Formule 1                                 | Résultats                                 |
| 2018    | Sebastian Vettel                          | Ferrari                                   | Albert Park                               | Formule 1                                 | Résultats                                 |
| 2019    | Valtteri Bottas                           | Mercedes                                  | Albert Park                               | Formule 1                                 | Résultats                                 |
| 2020-21 | Annulé à cause de la pandémie de Covid-19 | Annulé à cause de la pandémie de Covid-19 | Annulé à cause de la pandémie de Covid-19 | Annulé à cause de la pandémie de Covid-19 | Annulé à cause de la pandémie de Covid-19 |
| 2022    | Charles Leclerc                           | Ferrari                                   | Albert Park                               | Formule 1                                 | Résultats                                 |
| 2023    | Max Verstappen                            | Red Bull-Honda RBPT                       | Albert Park                               | Formule 1                                 | Résultats                                 |
| 2024    | Carlos Sainz Jr.                          | Ferrari                                   | Albert Park                               | Formule 1                                 | Résultats                                 |
| 2025    | Lando Norris                              | McLaren-Mercedes                          | Albert Park                               | Formule 1                                 | Résultats                                 |

### Classement des pilotes par nombre de victoires
(Mis à jour après le Grand Prix d'Australie 2022)
| Nombre de victoires | Pilotes            | Années                 |
| 4                   | Lex Davison        | 1954, 1957, 1958, 1961 |
| 4                   | Michael Schumacher | 2000, 2001, 2002, 2004 |
| 3                   | Bill Thompson      | 1930, 1932, 1933       |
| 3                   | Doug Whiteford     | 1950, 1952, 1953       |
| 3                   | Jack Brabham       | 1955, 1963, 1964       |
| 3                   | Graham McRae       | 1972, 1973, 1978       |
| 3                   | Roberto Moreno     | 1981, 1983, 1984       |
| 3                   | Alain Prost        | 1982, 1986, 1988       |
| 3                   | Jenson Button      | 2009, 2010, 2012       |
| 3                   | Sebastian Vettel   | 2011, 2017, 2018       |
| 2                   | Les Murphy         | 1935, 1937             |
| 2                   | Bruce McLaren      | 1962, 1965             |
| 2                   | Frank Matich       | 1970, 1971             |
| 2                   | Max Stewart        | 1974, 1975             |
| 2                   | Gerhard Berger     | 1987, 1992             |
| 2                   | Ayrton Senna       | 1991, 1993             |
| 2                   | Damon Hill         | 1995, 1996             |
| 2                   | David Coulthard    | 1997, 2003             |
| 2                   | Kimi Räikkönen     | 2007, 2013             |
| 2                   | Lewis Hamilton     | 2008, 2015             |
| 2                   | Nico Rosberg       | 2014, 2016             |

| Pos. | Nations          | Victoires |
| ---- | ---------------- | --------- |
| 1er  | Australie        | 32        |
| 2e   | Royaume-Uni      | 17        |
| 3e   | Allemagne        | 9         |
| 4e   | Nouvelle-Zélande | 7         |
| 5e   | Brésil           | 6         |
| 6e   | Finlande         | 5         |
| 7e   | France           | 3         |
| 8e   | Autriche         | 2         |
| 8e   | Espagne          | 2         |
| 10e  | Belgique         | 1         |
| 10e  | Italie           | 1         |
| 10e  | Monaco           | 1         |
| 10e  | Pays-Bas         | 1         |

### Classement des constructeurs par nombre de victoires
(Mis à jour après le Grand Prix d'Australie 2022)
| Nombre de victoires | Constructeurs | Années                                                                             |
| 14                  | Ferrari       | 1957, 1958, 1969, 1987, 1999, 2000, 2001, 2002, 2004, 2007, 2017, 2018, 2022, 2024 |
| 13                  | McLaren       | 1970, 1986, 1988, 1991, 1992, 1993, 1997, 1998, 2003, 2008, 2010, 2012, 2025       |
| 6                   | Williams      | 1980, 1985, 1989, 1994, 1995, 1996                                                 |
| 5                   | Cooper        | 1955, 1960, 1961, 1962, 1965                                                       |
| 4                   | Bugatti       | 1929, 1930, 1931, 1932                                                             |
| 4                   | MG            | 1935, 1937, 1939, 1947                                                             |
| 4                   | Lola          | 1974, 1975, 1977, 1979                                                             |
| 4                   | Ralt          | 1981, 1982, 1983, 1984                                                             |
| 4                   | Mercedes      | 2014, 2015, 2016, 2019                                                             |
| 2                   | Talbot-Lago   | 1952, 1953                                                                         |
| 2                   | Maserati      | 1956, 1959                                                                         |
| 2                   | Brabham       | 1963, 1964                                                                         |
| 2                   | BRM           | 1966, 1967                                                                         |
| 2                   | Lotus         | 1968, 2013                                                                         |
| 2                   | Matich        | 1971, 1976                                                                         |
| 2                   | McRae         | 1973, 1978                                                                         |
| 2                   | Renault       | 2005, 2006                                                                         |
| 2                   | Red Bull      | 2011, 2023                                                                         |

| Pos. | Nations          | Victoires |
| ---- | ---------------- | --------- |
| 1er  | Royaume-Uni      | 50        |
| 2e   | Italie           | 16        |
| 3e   | France           | 9         |
| 4e   | Allemagne        | 5         |
| 5e   | Nouvelle-Zélande | 3         |
| 6e   | Australie        | 2         |
| 6e   | Autriche         | 2         |
| 8e   | États-Unis       | 1         |

## Record sur le circuit
| Circuit     | Saison | Séance        | Pilote       | Écurie  | Temps          |
| ----------- | ------ | ------------- | ------------ | ------- | -------------- |
| Adélaïde    | 1993   | Qualification | Ayrton Senna | McLaren | 1 min 13 s 371 |
| Albert Park | 2025   | Q3            | Lando Norris | McLaren | 1 min 15 s 096 |